# Congregación Madres de Desamparados y San José de la Montaña
La Congregación Madres Desamparados y San José de la Montaña, fundada por la beata Petra de San José, es una congregación de religiosas presente en ocho países de tres continentes.

## Reconocimiento oficial
La Congregación fue fundada por la beata Petra de San José. La aprobación diocesana tuvo lugar el 25 de diciembre de 1881. El decreto Pontificio de Alabanza fue otorgado el 17 de julio de 1891 por el Papa León XIII. El decreto de aprobación fue concedido el 30 de junio de 1908 por el Papa Pío X. La aprobación definitiva fue otorgada en 1958 por el Papa Pío XII.

## Casa Acogida en La Guía (Gijón)
En 2012, la congregación decidió que la atención a las madres y futuras madres formaba parte de su carisma fundacional. Por ello, las religiosas atienden a mujeres embarazadas o que han sido madres recientemente. Las ayudan para que puedan tener a sus vástagos, evitando que aborten, acompañándolas durante todo el proceso del embarazo, incluso en el parto y postparto. Cuidan de los dos hasta que las madres encuentran un trabajo y pueden valerse por sí mismas.
Para poder realizar esta ayuda, la comunidad de religiosas puso en marcha, con la ayuda de benefactores, de una casa de acogida, situada en el barrio de La Guía, en Somió, Gijón. La casa cuenta con espacio para ocho madres con sus hijos, aunque en ocasiones podría albergar alguna más. La financiación se lleva a cabo a través de donaciones. La congregación no cuenta con ningún convenio con el Gobierno del Principado de Asturias, por lo que reciben ayuda de voluntarios que dedican parte su tiempo en ayudar como canguros, en tareas de limpieza, o con donaciones. Entre las entidades que ayudan a esta casa, se encuentran: el Banco de Alimentos y la Fundación Alimerka.